# Arne Toonen
 (octobre 2018).
Si vous disposez d'ouvrages ou d'articles de référence ou si vous connaissez des sites web de qualité traitant du thème abordé ici, merci de compléter l'article en donnant les références utiles à sa vérifiabilité et en les liant à la section « Notes et références ».
Arne Toonen, né le 9 janvier 1975 à Boxmeer, est un réalisateur néerlandais.

## Vie privée
Depuis 2008, il est marié à la musicienne néerlandaise Birgit Schuurman.

## Filmographie
- 2008 : Hou Holland schoon[3]
- 2009 : Drop Dead![4]
- 2010 : Dik Trom[5]
- 2012 : Black Out (en)[6]
- 2012 : Guilty Movie[7]
- 2015 : The Little Gangster[8]